# Wahlenbergia polycephala
Wahlenbergia polycephala är en klockväxtart som först beskrevs av Gottfried Wilhelm Johannes Mildbraed, och fick sitt nu gällande namn av Mats Thulin. Wahlenbergia polycephala ingår i släktet Wahlenbergia och familjen klockväxter.
Artens utbredningsområde är Tanzania. Inga underarter finns listade i Catalogue of Life.